# 桓国

桓国
桓國

桓国（かんこく）は、『三国遺事』などに記載された国名。近代の偽書とされている『桓檀古記』、『神祕集』の超古代史説に出てくる古代国家である。

## 概要
古代朝鮮最古の国は桓国であり光明の国を意味する。桓国は卑離国、養雲国、寇莫汗国、一群国、虞婁国（別名は畢那国）、須密爾国、勾茶川国、勾牟額国、売勾余国（別名は稷臼多国）、斯納阿国、鮮稗国（別名は琢韋国または通古斯国）、客賢汗国の計12ヶ国から構成され、天海（バイカル湖）を中心に、南北が5万里, 東西が2万里とする。

## 歴代桓仁一覧
桓国の君主は桓因とよばれ、7代3301年（別説では6万3112年だともいう）。桓国の中核は紀元前3898年に倍達国を建てた。
1. 安巴堅
2. 赫胥
3. 古是利
4. 朱于襄
5. 釈提壬
6. 邱乙利
7. 智為利